# Antonio Pierce

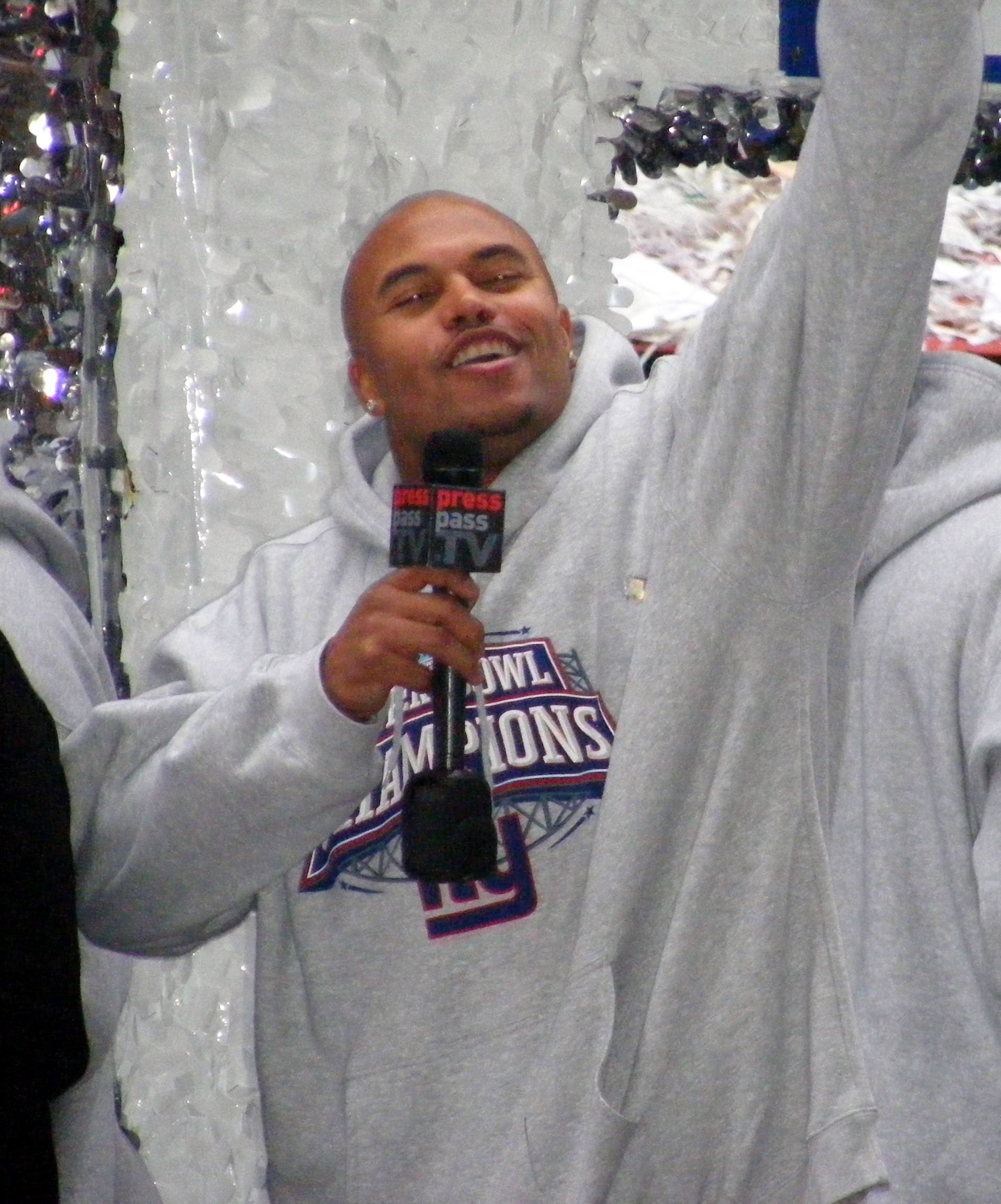
Pierce em 2008.

Antonio Durran Pierce (26 de outubro de 1978, Long Beach, Califórnia) é um treinador e ex-jogador profissional de futebol americano estadunidense. Como atleta, foi campeão da temporada de 2007 da National Football League jogando pelo New York Giants, tendo jogado por esta equipe de 2005 a 2009 como linebacker. Ele havia começado sua carreira pelo Washington Redskins em 2001, como jogador não draftado.
Após uma breve passagem como treinador no futebol americano de high school e depois, de 2018 a 2021, serviu como técnico de linebackers pela Universidade do Estado do Arizona, em 2022 ele foi contratado para exercer a mesma função no Las Vegas Raiders da NFL. Em 2023, no meio da temporada, ele foi promovido a técnico interino da equipe, sendo efetivado pouco depois. Ele foi demitido em janeiro de 2025 após um ano muito ruim na liderança dos Raiders.